# Människa
Människa (Homo sapiens, den "visa människan" [latin]) är ett däggdjur av släktet Homo. Människan tillhör familjen hominider och som i sin tur tillhör ordningen primater. Alla nu levande människor tillhör underarten Homo sapiens sapiens. Ytterligare en förmodad underart av människan är känd, den utdöda Homo sapiens idaltu. Till släktet Homo räknas även de utdöda arterna neandertalmänniskan, Homo naledi, Homo floresiensis, Homo erectus och flera till i människosläktet (Människor).
Utmärkande för människan är artens kombination av bipedalism (tvåbenthet), anpassningsbarhet (exempelvis kläder och verktyg), finmotorik (händer och fingrar), förmåga till abstrakt tänkande (att visa känslor och empati [medkänsla]), urskilja kausalitet (orsakssamband), tolka språk och symboler och möjligen självmedvetande. Ingen av dessa egenskaper är egentligen unika för människan var för sig, utan återfinns hos olika djurarter – från insekter till andra primater och valar. Tillsammans har de gjort att människan kunnat utveckla samhälle, religion, vetenskap, teknik och konst.
Människan har utvecklats i relation till andra arter och har över tiden kommit att dominera utvecklingen på planeten jorden. Som social varelse har dess civilisationsbyggen och samhällen styrts med hjälp av politik, dess kultur och uppfattning av omvärlden med hjälp av fenomen som religion, filosofi och den vetenskapliga utvecklingen. Via språket har arten också kunnat dokumentera upptäckter, uppfinningar och sin egen historia.
Studiet av människan brukar delas upp i olika ämnesområden. Studiet av människan kallas antropologi och läran om den mänskliga evolutionen kallas paleoantropologi. Studiet av det mänskliga beteendet kan göras inom psykologi och sociologi, medan studiet utifrån neutrala etologiska perspektiv kallas humanetologi. Studiet av det mänskliga språket kallas lingvistik. Studiet av människans hälsa med mera kallas humanmedicin, och studiet av dess kropp kan beskrivas inom anatomi och fysiologi. Människans fortplantning är relaterad till både genetik och sexualitet.

## Systematik
Det vetenskapliga namnet Homo sapiens översätts som "förnuftig människa", men betyder egentligen "vis man", där latinets homo betyder "man" och sapiens "vis". Namnet uttalas ['hoːmɔ 'saːpɪɛns]. I pluralis blir namnet Homines sapientes, och uttalas ['hoːmɪnɛs sapɪ'ɛntɛs].
Biologiskt definieras människan som hominider av arten Homo sapiens, av vilken den enda nu levande underarten är Homo sapiens sapiens. I allmänhet betraktas denna underart även som den enda levande av släktet Homo, men somliga forskare anser att släktet schimpanser med de två arterna vanlig schimpans (Pan troglodytes) och dvärgschimpans (Pan paniscus) borde omklassificeras som Homo troglotydes respektive Homo paniscus eftersom de är så nära besläktade med människan.
Efter att fullständigt ha kartlagt genomsekvenserna hos människan och schimpansen kunde man konstatera att skillnaden mellan dem efter sex miljoner års separat utveckling är ungefär tio gånger större än mellan två människor som inte är släkt med varandra och ungefär tio gånger mindre än mellan råttor och möss. Man har uppskattat att människans utvecklingslinje skildes åt från schimpansen för omkring fem miljoner år sedan och från gorillans för omkring åtta miljoner år sedan. 2001 hittade man dock ett omkring sju miljoner år gammalt hominint kranium, klassificerad som Sahelanthropus tchadensis i Tchad, vilket gav en antydan om att utveckling gått skilda vägar ännu tidigare.
Homo sapiens tros ha utvecklats i Afrika för circa 300 000 år från Homo heidelbergensis eller en liknande tidigare hominid. De äldsta lämningarna av sapiens har hittats i Afrika, och den genetiska variationen är störst bland afrikanska populationer. Att människan utvecklades i Afrika och sedan spred sig till de övriga kontinenterna brukar kallas Ut ur Afrika-hypotesen, och genetiska bevis tyder på en stor diversifiering av Y-kromosomen från utanför Afrika mellan 52 000-47 000 år sedan. Under migrationerna stötte tidiga sapiens på andra människoarter, bland annat Neandertalare och Denisovamänniskan, och fick iallafall stundtals barn med dem.
65 miljoner år sedan (MÅS)
- Paleogen: Adapiformes

35–25 MÅS
- Oligocen: primater, pongider, hominider

10 MÅS
- Miocen: Sivapithecus

7 MÅS

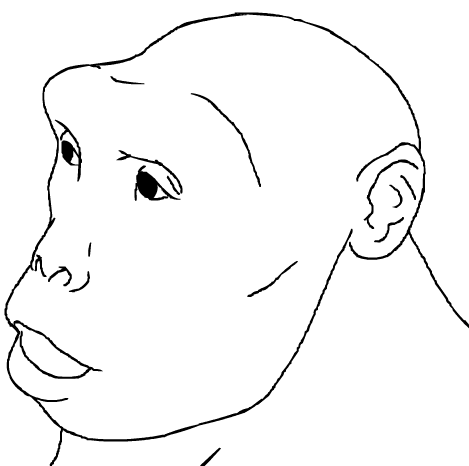
Sahelanthropus tchadensis.

- Homininer: Ett tjugotal tvåbenta primater
  - Sahelanthropus tchadensis (7 MÅS), möjligen den första tvåbenta primaten med hjärna som en schimpans och tänder med flera drag liknande en människas
  - schimpanser, bonoboer, gorillor, orangutanger, ...

6 MÅS
- Orrorin tugenensis (6 MÅS), tvåbent, diet som en människas. Levde i en skogsmiljö, inte på savannen.
- Ardipithecus kadabba (4,4 MÅS), tidigaste arten i människans släktlinje sedan en delning givit upphov till de två arterna schimpanser.

5 MÅS
- Ardipithecus ramidus

4 MÅS
- hominidae (4–1,2 MÅS), 4–5 kända arter
- Australopithecus (4,2–3 MÅS-), anfäder till Paranthropus men inte Homo
- Australopithecus anamensis
- Kenyanthropus platyops
- Australopithecus bahrelghazali

3 MÅS
- Australopithecus afarensis (”Lucy”)
- Australopithecus africanus (3,3–2,5 MÅS) Pliocen, en utveckling av afarensis med större hjärna och människolikt kranium. Skog-savann.
- Australopithecus garhi
- Homo
- Homo habilis (2,5–1,5 MÅS), det första fossil av Homo som hittades i Afrika, fortfarande den äldsta människan, kunde tillverka stenverktyg. Tidigare trodde man att alla senare Homo härstammade från habilis, men idag vet man att så inte är fallet.
- Homo rudolfensis – Det arkeologiska fyndet KNM ER 1470 liknar mycket habilis, men anses för distinkt för att utgöra en enda art. Idag vet man inte säkert om modernare Homo härstammar från habilis eller rudolfensis.

2 MÅS
- Paranthropus, en art som utvecklades ur antingen australopithecus eller kenyanthropus och hade en hjärna motsvarande omkring 40 % av den moderna människans. Paranthropus var tvåbent och omkring 1,4 meter hög. Arten tros ha levt i skogsområden snarare än på Australopithecus savanner och dess fysiologi – till exempel dess grova käke vars tuggmuskler var fästa i den benkam som löpte över kraniet – tyder på att den var specialanpassad för att äta grov, fiberrik kost som rötter och växter. Man tror att det var denna brist på anpassningsbarhet som gjorde att arten inte klarade av de miljöfluktuationer som blev vanliga för omkring 1,2 miljoner år sedan. Paranthropus behärskade eld och någon form av språk. Några underarter, varav några uppvisar så stora likheter med Australopithecus att somliga forskare anser att de bör omklassificeras, är Australopithecus boisei / Paranthropus boisei (2,3–1,2 MÅS), Paranthropus robustus (2–1,2 MÅS) (i södra Afrika) och Paranthropus aethiopicus (2,7–2,8 MÅS) (Östafrika).

- Homo ergaster (cirka 1,8 MÅS) – När ergaster upptäcktes 1975 övergav man för gott teorin om en enda utvecklingslinje. Man accepterade att flera olika arter samexisterat parallellt i Afrika. Ergaster har många gemensamma drag med erectus och man tror sig idag veta att erectus uppkom i Afrika och spred sig utöver Asien och Europa. I Afrika uppstod sedan ergaster och, eftersom den moderna människan skiljer sig från erectus på ungefär samma sätt som ergaster, tror man att det är ergaster som är människans anfader.

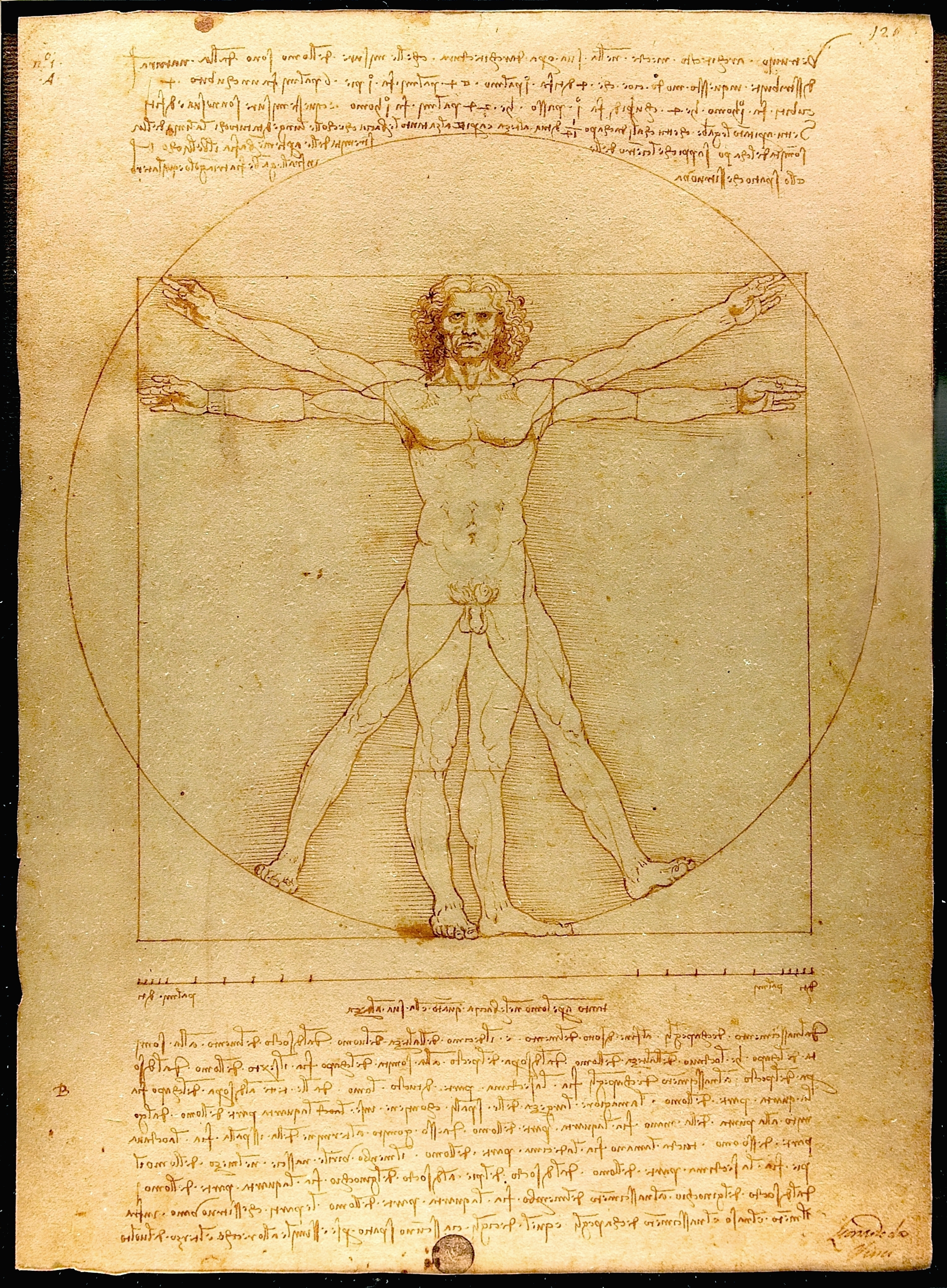
Leonardo da Vincis berömda teckning Vitruvianske mannen utforskar den moderna människans proportioner.

- Homo erectus (cirka 1,8 MÅS) – Fram till mitten på 1900-talet betraktades en lång rad fynd från runt om i hela världen som olika arter (till exempel Pithecanthropus erectus och Sinanthropus pekinensis), men idag betraktas de alla som erectus, utom ergaster. Erectus hade betydligt större hjärna än sina föregångare och ungefär likartade tänder som den moderna människan, även om käken var kraftigare. Tidigare trodde man att erectus konkurrerades ut av andra arter för omkring 400 000 år sedan, men nyligen har man fynd på Java visat att erectus fortfarande existerade för 50 000 år sedan – parallellt med den moderna människan.

1 MÅS
- Homo heidelbergensis (800–300 TÅS) – Heidelbergensis hör till en svårplacerad grupp fossil som uppvisar alla attribut som utmärker erectus, men som i många avseenden ändå avviker från den moderna människan.

- Homo antecessor
- Homo cepranensis
- Homo rhodesiensis

- Homo georgicus
- Homo floresiensis

- Homo neanderthalensis (250–30 TÅS) – Många fynd – från Spanien till Uzbekistan – tyder på att neandertalmänniskan emigrerade från Afrika först efter den moderna människan och att de två arterna existerat sida vid sida under en lång period. Mycket tyder också på att neanderthalmänniskan begravde sina anhöriga långt innan den moderna människan, vilket antyder att självmedvetande och ”livet efter detta” först uppstod hos neanderthalmänniskan.
- Människa (Homo sapiens) (200– TÅS) – De tidigaste fossilen man funnit av H. sapiens kallas ibland Cromagnon.
  - Homo sapiens idaltu är en utdöd trolig underart av människa. Bevisen för dess existens är ett litet antal fossila kranium som hittats i Etiopien och som anatomiskt och kronologiskt tycks befinna sig på ett stadium mellan moderna människor Homo sapiens sapiens och äldre typer, till exempel Homo rhodesiensis. Genom datering av de vulkaniska lager i vilka fossilen hittades har deras ålder bestämts till cirka 160 000 år.
  - Homo sapiens sapiens, ("sapiens sapiens" = "som vet, att hon vet") den moderna människan, utmärker sig med sin panna och avsaknaden av de markerade ”ögonbrynen” i kraniet. Hjärnan är också i ungefär samma storlek som dagens människa och ”kammen” över kraniet har helt försvunnit. Det är inte helt klarlagt exakt hur den moderna människan spred sig över världen. För närvarande finns det två oförenliga förklaringsmodeller som beskriver sapiens utveckling. Den ena brukar kallas för den multiregionala hypotesen och beskriver hur sapiens utvecklades parallellt från regionala populationer av erectus i Afrika, Asien och Europa. Modellen tar fasta på vissa anatomiska likheter mellan lokala populationer av erectus och sapiens. Den andra modellen, som för övrigt stöds av de flesta forskarna, är känd som ut ur Afrika-hypotesen och beskriver hur en liten isolerad population i Afrika utvecklades till sapiens och därifrån spred sig över världen och konkurrerade ut erectus. Genom studier av mutationstakten hos DNA i nukleoler och mitokondrier har man kunnat fastställa att sapiens särskiljde sig från erectus för omkring 200 000 år sedan – vilket av de flesta forskare anses för ungt för den tidigare modellen. Dessutom har man daterat de äldsta fossil man funnit i Afrika till omkring 195 000 år[11] sedan medan motsvarande fynd i resten av världen är drygt 50 000 år yngre.

## Migration
Den förmodligen mest accepterade synen bland antropologer är att människan utvecklades i Afrika för mellan 100 000 och 200 000 år sedan. Homo sapiens konkurrerade ut andra människoarter som neandertalmänniskan och Homo floresiensis genom sitt fortplantningssystem och sin förmåga att finna föda. Forskare hos University of Utah har konstaterat att förfäder som Homo erectus och Homo ergaster utgjorde totalt 55 500 människoindivider, räknat med 18 500 avelspar (men kan ha uppgått till 26 000 avelspar som allra mest), när dessa spred sig över Afrika, Europa och Asien för 1,2 miljoner år sedan, vilket understeg bestånden hos dagens utrotningshotade schimpans- och gorillaarter.

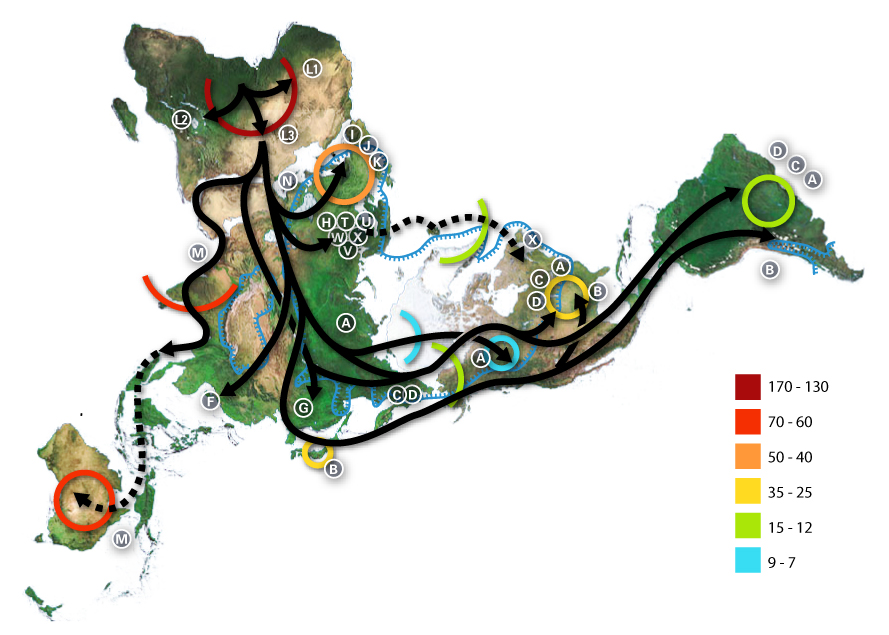
Världskarta över människans migration med Nordpolen i centrum, Afrika uppe till vänster, Sydamerika till höger och Australien nere till vänster. Siffror anger tusentals år sedan. Bokstäver anger haplogrupper:
• L, L1, L2, L3 - afrikanska
• A, B, C, D, E, F, G - asiatiska (M är en blandning av C, D, E och G)
• A, B, C, D eller X - amerikanska
• J, K - sydeuropeiska
• H, T, U, V, X - nordeuropeiska
• J, N - Mellanöstern

Även Homo sapiens ska ha varit nära utrotning för omkring 70 000 år sedan, troligen på grund av ett mycket kraftigt utbrott av supervulkanen Toba på Sumatra, med ett bestånd på omkring 100 000 (enligt vissa uppgifter upp till nästan en miljon) som ska ha minskat till högst 15 000 individer (enligt vissa uppgifter endast ett 40-tal till 1 000 avelspar). Därefter ska små separerade grupper ha levt i varandras närhet under några årtusenden i södra Afrika innan populationen började öka på nytt och sprida sig till andra områden.
Från Afrika spred sig människan över Europa och Asien och hade koloniserat hela detta område för omkring 40 000 år sedan. Amerika var koloniserat för 50 000 år sedan av en folkgrupp med samma ursprung som de australiska aboriginerna. Därefter trängde nya grupper in från Asien, och omkring 10 000 år sedan var bägge kontinenterna befolkade av dessa nya grupper och ursprungsbefolkningen utrotad.
Det som möjliggjorde denna enastående expansion var människans anpassningsförmåga till vitt skilda klimat och utveckling av de verktyg som behövdes för att finna föda i de nya miljöer man träffade på. Den 15 november 2022 passerade jordens folkmängd 8 miljarder; de flesta bor i Asien (61%) och därefter i ungefär lika stora andelar i Amerika (14%), Afrika (13%) och Europa (12%), medan bara 0,3% bor i Australien. Människan är den enda primatarten tillsammans med gelada och japansk makak som anses vara livskraftig (enligt arters bevarandestatus), och den enda primatarten som ökar i population.
Ursprungligen levde människan i jägar- och samlarkulturer, ett levnadsmönster som kanske är bäst anpassat för savannen. Som en utveckling av dessa kulturer uppstod först nomadism, då människan lärde sig tämja andra djur och hålla sig med husdjur. Senare lärde sig människan odla jorden och i och med jordbruket blev hon bofast. Idag kan människan förändra miljön omkring sig på gott och på ont, vilket syns på områden som konstbevattning, stadsplanering, konstruktion och transport. Genom ökad handel har människan idag gjort sig alltmer oberoende av den omedelbara tillgången på bördig jord, dricksvatten och andra naturresurser.

## Egenskaper

### Genetik

Mannens 23 kromosompar.

Människan är en flercellig, eukaryot organism (jämför prokaryot) vars diploida celler har två uppsättningar med 23 kromosomer som var och en ärvts av individens respektive förälder. Kromosomerna är uppdelade i 22 par autosomer och ett par könskromosomer. Varje kromosom består av en DNA-molekyl och protein. En DNA-molekyl är uppbyggd av tusentals nukleotider. Ordningsföljden hos en grupp nukleotider bildar och bestämmer ett stycke genetiska information, ett arvsanlag eller en gen, och tillsammans bildar dessa gener människans arvsmassa. Människan har omkring 30 000 gener och 98% av dessa gener har människan gemensamma med sin närmaste släkting schimpansen. Av detta kan man förstå att mycket små förändringar i arvsmassan kan ge upphov till stora skillnader hos individen. Genetiskt är det alltså mycket lite som skiljer allt levande åt.
Individens kön avgörs av sammansättningen hos könskromosomerna. Hos alla däggdjur har honan en dubbel uppsättning X-kromosomer medan hanen en uppsättning X-kromosomer och en med Y-kromosomer. (Hos till exempel fåglar är det tvärtom.) En Y-kromosom är, i princip, en halv X-kromosom vilket betyder att honor har dubbla uppsättningar gener vilket gör hanar mer utsatta för vissa ärftliga sjukdomar som blödarsjuka.

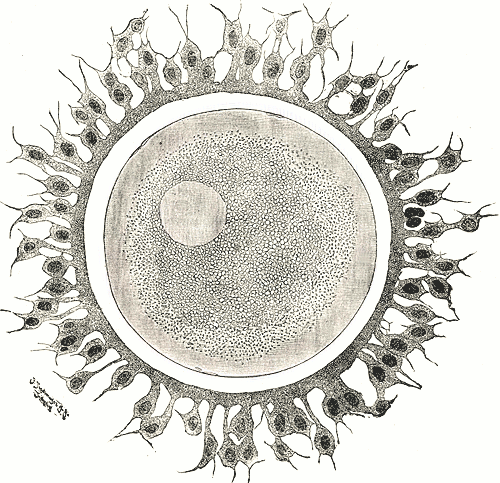
Ett ägg omgiven av corona radiata.

Av cellerna i människokroppen är det bara könscellerna som är haploida, det vill säga bara har en enkel kromosomuppsättning. Kvinnans könsceller, äggen, består alltid av X-kromosomer medan mannens, spermierna, kan bestå av antingen X- eller Y-kromosomer. När könscellerna förenas kombineras därför könskromosomerna till antingen en kvinna (XX) eller en man (XY). Dock påträffas ibland människor med speciella kombinationer, exempelvis XXY eller XYY.

### Anatomi
Människans skelett håller uppe och stöder kroppen.
En vuxen människas skelett består av 206 till 220 ben, beroende på hur man räknar. Det längsta och tyngsta benet är lårbenet; det minsta är stigbygeln i örat. Skelettet utgör runt 18 procent av kroppsvikten. Ett nyfött barn har cirka 300 ben i kroppen, vilka sedan växer samman under uppväxten.
Människan är den enda primaten som huvudsakligen har en upprätt gång.

Vår hjärna består till 80 procent av hjärnbark; trots att hjärnan endast utgör 2 procent av kroppsvikten, står den för 25 procent av energibehovet.

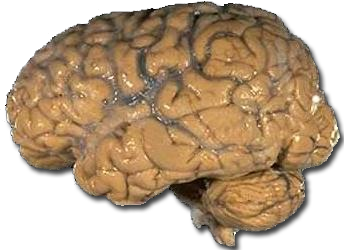
Människans hjärna.

### Beteende
Jämfört med andra djurarter kännetecknas människan bland annat av ett antal olika typiska beteenden. Exempel på dessa beteenden är:
- Kunskapsjakt för dess egen skull (medfödd nyfikenhet)
- Motsättbar tumme som kan nå ända till ring- och lillfingren
- Teknologisk färdighet (som lett oss till världsherravälde), inklusive bemästrandet av elden
- Konstnärligt intresse och behov att uttrycka sig
- Socialt behov, som lett till utvecklat språk i tal och (i många fall) skrift
- Empati och medvetenhet om andras perspektiv
- Avancerad emotionell intelligens, med rodnande på grund av förlägenhet
- Relativ nakenhet och klädvana
- Lång barndom och liv efter föräldraskapet